# Carolina Luisa d'Assia-Darmstadt
Carolina Luisa d'Assia-Darmstadt (Darmstadt, 11 luglio 1723 – Parigi, 8 aprile 1783) fu una principessa della casa d'Assia-Darmstadt e Margravia di Baden-Durlach, ed insieme alla cognata Carolina, una delle principesse più colte del suo tempo.

## Biografia

### Infanzia

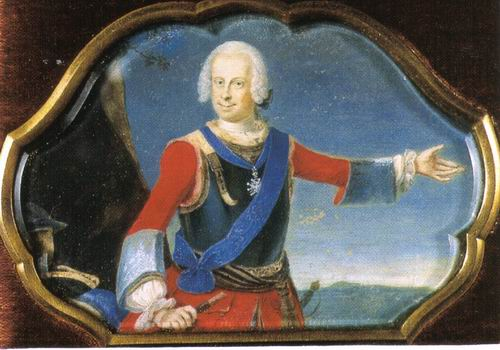
Luigi VIII, langravio d'Assia-Darmstadt

Era figlia di Luigi VIII d'Assia-Darmstadt, Langravio d'Assia-Darmstadt dal 1739 al 1768, e di Carlotta di Hanau-Lichtenberg.

### Matrimoni mancati

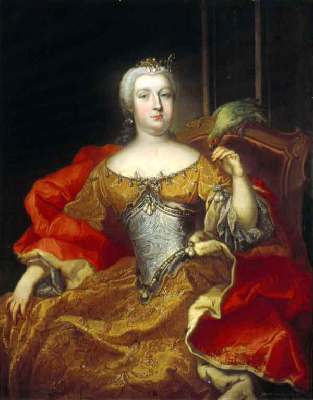
Carolina Luisa d'Assia-Darmstadt

Dopo la morte della madre, lei ed i suoi fratelli furono cresciuti dai nonni materni a Buchsweiler. Si pensò di darla in sposa al Duca di Cumberland, ma il progetto fallì. Dal canto suo, un altro candidato, il Principe Ereditario di Schwarzburg-Rudolstadt rifiutò di prenderla in sposa, dopo aver chiesto la sua mano.

### Margravia di Baden

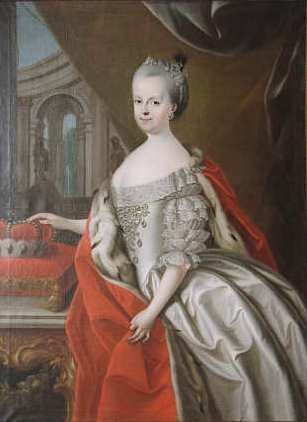
Carolina Luisa, margravia di Baden

Il 28 gennaio 1751 Carolina sposò a Darmstadt Carlo Federico di Baden, Margravio di Baden-Durlach dal 1738 al 1771 e Granduca di Baden dal 1771 sino alla sua morte.
Divenuta margravia di Baden, Carolina introdusse a Karlsruhe, fondata nel 1715 e divenuta la nuova sede della Corte di Baden, lo stile di corte di suo nonno. Grazie al suo impegno, la corte divenne infatti un centro di studi umanistici e culturali.
La stessa Carolina era una donna molto colta. Parlava cinque lingue ed era esperta in molte branche del sapere. Ardente ammiratrice di Voltaire, intrattenne con lui una vivace corrispondenza.

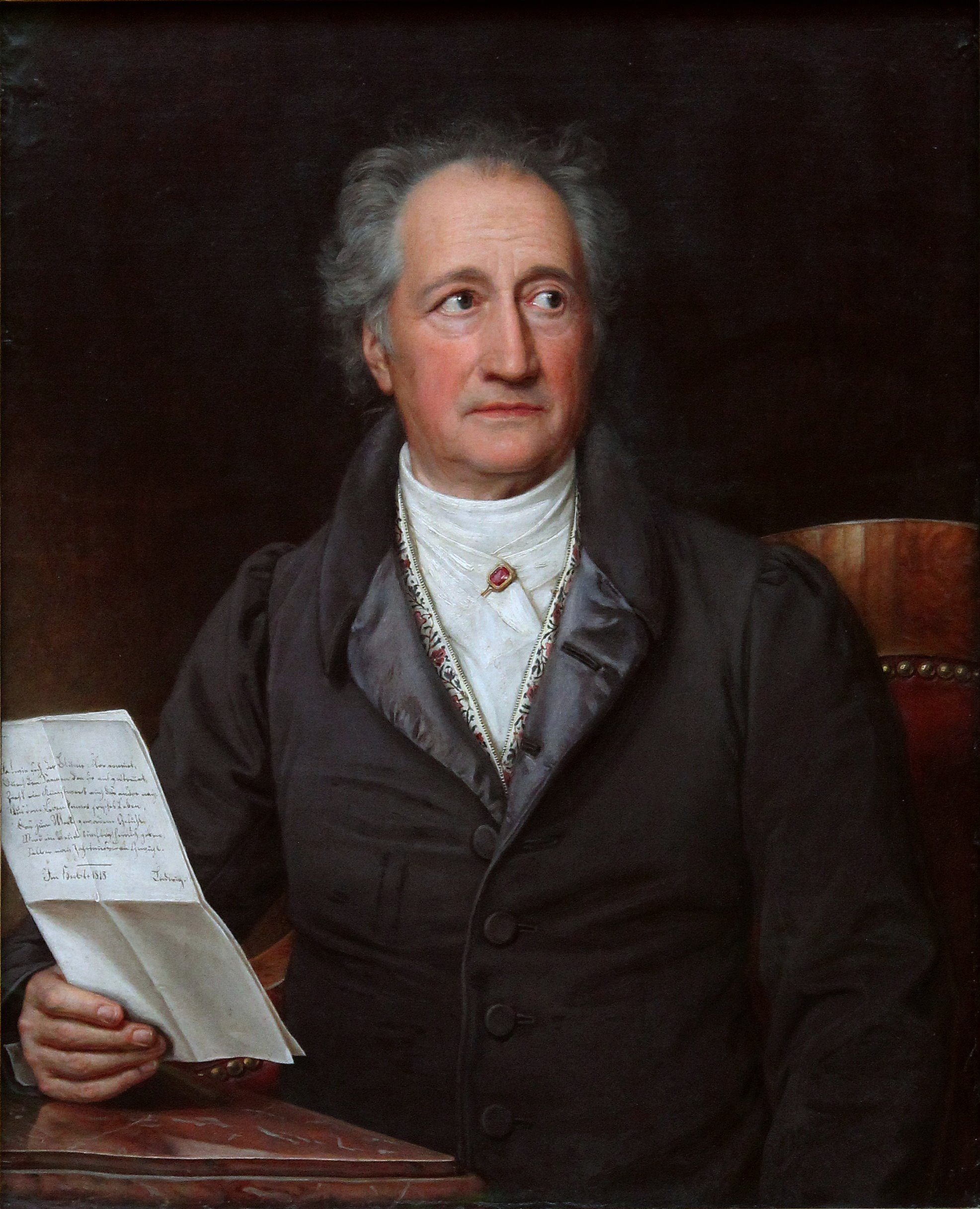
Johann Wolfgang von Goethe, ritratto da J. K. Stieler nel 1828

Sotto la sua guida la corte di Baden si sviluppò enormemente, sino a divenire uno dei principali centri artistici e culturali della Germania. Tra i suoi ospiti figurarono, oltre a Voltaire, altri insigni esponenti della cultura dell'epoca, come Johann Gottfried von Herder, Johann Caspar Lavater, Johann Wolfgang von Goethe, Friedrich Gottlieb Klopstock, Christoph Willibald Gluck e Christoph Martin Wieland.
Talvolta Carolina era solita suonare il clavicembalo nella Cappella di Corte, che fu da lei e dal marito promossa e sviluppata. Inoltre fu un'artista di talento e sono sopravvissute numerose opere in sanguigna e pastello da lei stessa dipinte. Fu membro dell'Accademia di Belle Arti di Copenaghen.

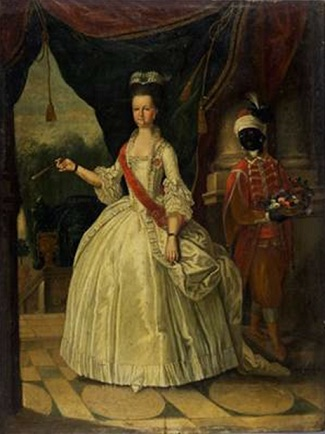
La margravia Carolina Luisa ritratta da Hauwiller

La Margravia aveva una particolare predilezione per le scienze naturali e s'occupò intensamente di botanica, zoologia, fisica, medicina, mineralogia, geologia e chimica. Durante i suoi soggiorni nel Castello di Karlsruhe era solita chiudersi in uno studio ed in un laboratorio, da lei installati, in cui conduceva esperimenti. Linneo chiamò in suo onore la Pachira aquatica Principessa Carolinea. La stessa Carolina pose mano al progetto di un'ampia enciclopedia botanica, dotata di illustrazioni delle specie vegetali, seguite da un'esposizione del sistema di Linneo.
Tuttavia l'impresa non andò in porto per mancanza di finanziatori. L'enorme interesse di Carolina per questa branca del sapere è data dal fatto che il botanico di Halle, Friedrich Wilhelm von Leysser s'occupò di accumulare per suo conto, nel corso degli anni, una collezione di minerali. Per quanto concerne il suo patrimonio, Carolina s'occupò personalmente della gestione delle sue proprietà, poste sulla riva destra del Reno, amministrandole con grande successo. Esigette che si coltivasse frumento, impiantò un saponificio e una manifattura di candele.

### Malattia e morte

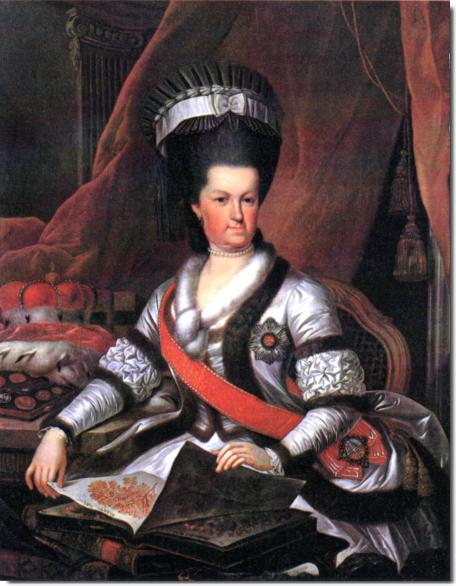
Carolina in tarda età

Nel 1779, a seguito di una caduta dalle scale, la sua salute si deteriorò. Durante un viaggio a Parigi, accompagnata dal figlio Federico, venne colpita da un ictus, spegnendosi in questa città.
Il cosiddetto "Gabinetto Mahlarey" e il Gabinetto Naturalistico di Carolina Luisa costituirono la base per l'odierna Staatliche Kunsthalle Karlsruhe ed lo Staatliches Museum für Naturkunde Karlsruhe..
Il marito Carlo Federico si risposò il 24 novembre 1787 con Luisa Carolina di Geyersberg dalla quale ebbe altri figli.

## Discendenza

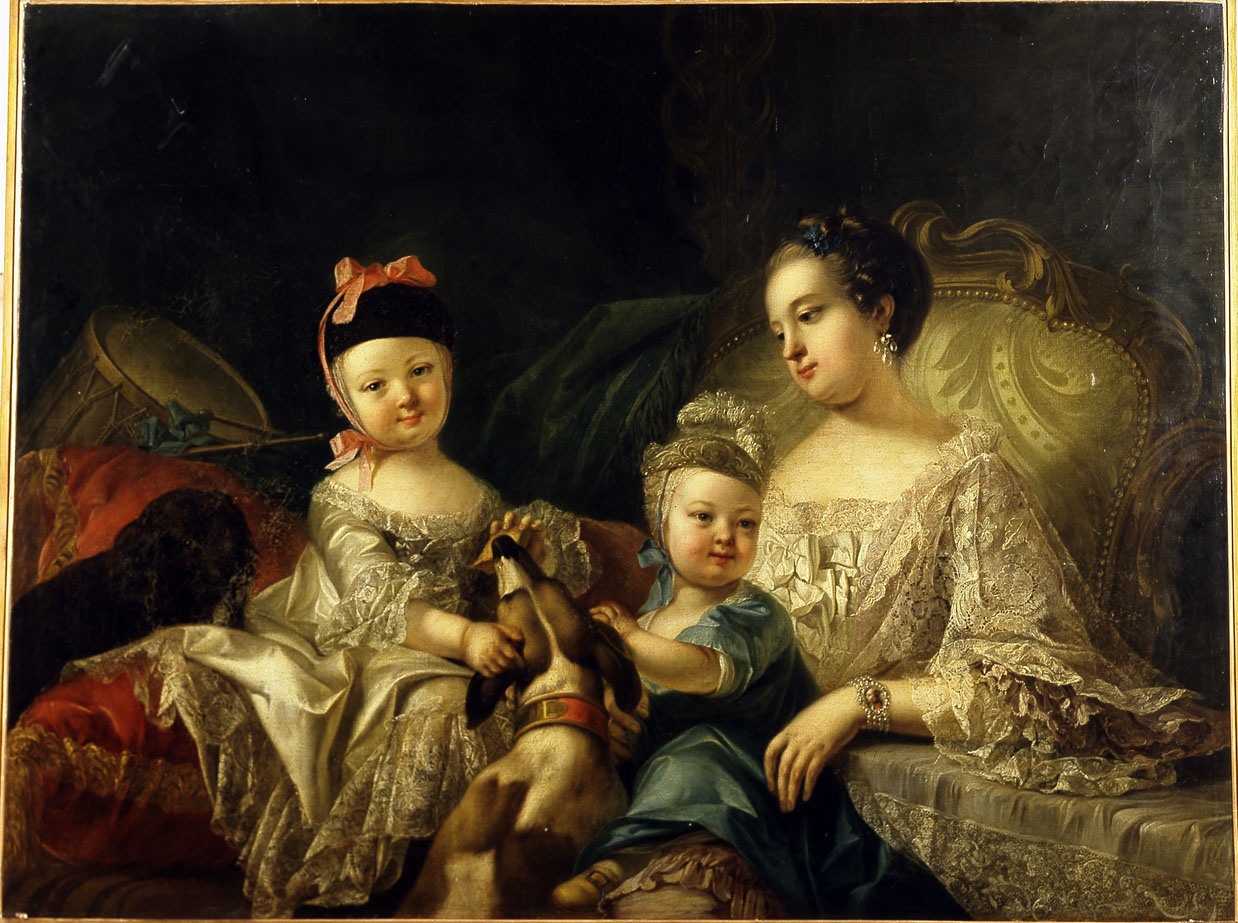
I figli di Cristina Luisa

Carolina diede al marito quattro figli:
- Carlo Ludovico (Karlsruhe, 14 febbraio 1755-Arboga, 16 dicembre 1801), sposò la cugina Amalia d'Assia-Darmstadt; dopo la morte del Granduca Carlo Federico, avvenuta il 10 giugno 1811 a Karlsruhe, suo figlio Carlo II ereditò il titolo di Granduca di Baden;
- Federico (Karlsruhe, 29 agosto 1756- Karlsruhe, 28 maggio 1817);
- Ludovico Guglielmo (Karlsruhe, 9 febbraio 1763- Karlsruhe, 30 marzo 1830);
- Luisa Carolina (Karlsruhe, 8 gennaio 1767- Karlsruhe, 11 gennaio 1767).

## Ascendenza
|                                            |                                           |                                                | Genitori                                               |  |  | Nonni |  |  | Bisnonni                   |  |  | Trisnonni                    |  |
|                                            |                                           |                                                |                                                        |  |  |       |  |  | Luigi VI d'Assia-Darmstadt |  |  | Giorgio II d'Assia-Darmstadt |  |
|                                            |                                           |                                                |                                                        |  |  |       |  |  | Luigi VI d'Assia-Darmstadt |  |  | Giorgio II d'Assia-Darmstadt |  |
|                                            |                                           | Sofia Eleonora di Sassonia                     |                                                        |  |  |       |  |  | Luigi VI d'Assia-Darmstadt |  |  |                              |  |
| Ernesto Luigi d'Assia-Darmstadt            |                                           |                                                |                                                        |  |  |       |  |  | Luigi VI d'Assia-Darmstadt |  |  |                              |  |
|                                            |                                           | Elisabetta Dorotea di Sassonia-Gotha-Altenburg | Ernesto I di Sassonia-Gotha-Altenburg                  |  |  |       |  |  |                            |  |  |                              |  |
|                                            |                                           | Elisabetta Dorotea di Sassonia-Gotha-Altenburg | Ernesto I di Sassonia-Gotha-Altenburg                  |  |  |       |  |  |                            |  |  |                              |  |
|                                            |                                           | Elisabetta Dorotea di Sassonia-Gotha-Altenburg | Elisabetta Sofia di Sassonia-Altenburg                 |  |  |       |  |  |                            |  |  |                              |  |
| Luigi VIII d'Assia-Darmstadt               |                                           | Elisabetta Dorotea di Sassonia-Gotha-Altenburg |                                                        |  |  |       |  |  |                            |  |  |                              |  |
|                                            |                                           | Alberto II di Brandeburgo-Ansbach              | Gioacchino Ernesto di Brandeburgo-Ansbach              |  |  |       |  |  |                            |  |  |                              |  |
|                                            |                                           | Alberto II di Brandeburgo-Ansbach              | Gioacchino Ernesto di Brandeburgo-Ansbach              |  |  |       |  |  |                            |  |  |                              |  |
|                                            |                                           | Alberto II di Brandeburgo-Ansbach              | Sofia di Solms-Laubach                                 |  |  |       |  |  |                            |  |  |                              |  |
| Dorotea Carlotta di Brandeburgo-Ansbach    |                                           | Alberto II di Brandeburgo-Ansbach              |                                                        |  |  |       |  |  |                            |  |  |                              |  |
|                                            |                                           | Sofia Margherita di Oettingen-Oettingen        | Gioacchino Ernesto di Oettingen-Oettingen              |  |  |       |  |  |                            |  |  |                              |  |
|                                            |                                           | Sofia Margherita di Oettingen-Oettingen        | Gioacchino Ernesto di Oettingen-Oettingen              |  |  |       |  |  |                            |  |  |                              |  |
|                                            |                                           | Sofia Margherita di Oettingen-Oettingen        | Anna Sibilla di Solms-Sonnenwalde-Pouch                |  |  |       |  |  |                            |  |  |                              |  |
| Carolina Luisa d'Assia-Darmstadt           |                                           | Sofia Margherita di Oettingen-Oettingen        |                                                        |  |  |       |  |  |                            |  |  |                              |  |
|                                            | Giovanni Reinardo II di Hanau-Lichtenberg | Filippo Wolfgang di Hanau-Lichtenberg          |                                                        |  |  |       |  |  |                            |  |  |                              |  |
|                                            | Giovanni Reinardo II di Hanau-Lichtenberg | Filippo Wolfgang di Hanau-Lichtenberg          |                                                        |  |  |       |  |  |                            |  |  |                              |  |
|                                            | Giovanni Reinardo II di Hanau-Lichtenberg | Giovanna di Oettingen-Oettingen                |                                                        |  |  |       |  |  |                            |  |  |                              |  |
| Giovanni Reinardo III di Hanau-Lichtenberg | Giovanni Reinardo II di Hanau-Lichtenberg |                                                |                                                        |  |  |       |  |  |                            |  |  |                              |  |
|                                            |                                           | Anna Maddalena di Birkenfeld-Bischwiller       | Cristiano I del Palatinato-Birkenfeld-Bischweiler      |  |  |       |  |  |                            |  |  |                              |  |
|                                            |                                           | Anna Maddalena di Birkenfeld-Bischwiller       | Cristiano I del Palatinato-Birkenfeld-Bischweiler      |  |  |       |  |  |                            |  |  |                              |  |
|                                            |                                           | Anna Maddalena di Birkenfeld-Bischwiller       | Maddalena Caterina del Palatinato-Zweibrücken          |  |  |       |  |  |                            |  |  |                              |  |
| Carlotta di Hanau-Lichtenberg              |                                           | Anna Maddalena di Birkenfeld-Bischwiller       |                                                        |  |  |       |  |  |                            |  |  |                              |  |
|                                            |                                           | Giovanni Federico di Brandeburgo-Ansbach       | Alberto II di Brandeburgo-Ansbach                      |  |  |       |  |  |                            |  |  |                              |  |
|                                            |                                           | Giovanni Federico di Brandeburgo-Ansbach       | Alberto II di Brandeburgo-Ansbach                      |  |  |       |  |  |                            |  |  |                              |  |
|                                            |                                           | Giovanni Federico di Brandeburgo-Ansbach       | Sofia Margherita di Oettingen-Oettingen                |  |  |       |  |  |                            |  |  |                              |  |
| Dorotea Federica di Brandeburgo-Ansbach    |                                           | Giovanni Federico di Brandeburgo-Ansbach       |                                                        |  |  |       |  |  |                            |  |  |                              |  |
|                                            |                                           | Giovanna Elisabetta di Baden-Durlach           | Federico VI di Baden-Durlach                           |  |  |       |  |  |                            |  |  |                              |  |
|                                            |                                           | Giovanna Elisabetta di Baden-Durlach           | Federico VI di Baden-Durlach                           |  |  |       |  |  |                            |  |  |                              |  |
|                                            |                                           | Giovanna Elisabetta di Baden-Durlach           | Cristina Maddalena del Palatinato-Zweibrücken-Kleeburg |  |  |       |  |  |                            |  |  |                              |  |
|                                            |                                           | Giovanna Elisabetta di Baden-Durlach           |                                                        |  |  |       |  |  |                            |  |  |                              |  |